# Sgurr na Cìche
Le Sgurr na Cìche (skur na kixʲɪ) est le point culminant de la péninsule de Knoydart, à l'ouest de l'Écosse. Il se dresse au bord de Knoydart dans une zone appelée Rough Bounds of Knoydart (« frontière sauvage de Knoydart »).

## Topographie
Le pic a une forme pointue particulière, facilement reconnaissable, qui permet de distinguer facilement le Sgurr na Cìche du Càrn Eige et du Ben Nevis. Les montagnes les plus proches sont le Ladhar Bheinn et The Saddle mais, en raison de la présence d'un loch de mer assez profond les séparant, l'altitude relative du pic reste importante (la 25e parmi les montagnes Grande-Bretagne). Il s'agit d'ailleurs de la plus haute montagne de Knoydart.

## Ascension
Le Sgurr na Cìche peut être abordé par le loch Nevis, au sud de Knoydart, en suivant la crête du Drum a'Ghoirtein. Toutefois, en raison de l'éloignement de la péninsule, qui n'est pas reliée au réseau routier britannique, il est plus souvent abordé dans le cadre d'un circuit partant du Glen Dessarry, par une route empruntant les munros voisins de Garbh Cìoch Mhòr et Sgurr nan Coireachan.